# フジテレビ番組一覧
フジテレビ番組一覧（フジテレビばんぐみいちらん）は、フジテレビジョン（CX）で放送されているテレビ番組、または過去に放送された番組を列挙している。放送時刻はいずれも日本標準時。

## 記号
- 現在、台場本社から放送している番組のうち、☆印は本社が新宿区河田町にあった時代から継続されているもの。
  - （☆）印のあるものは河田町末期に放送開始した番組を表す。
- 以下の記号は、以下の放送局でも放送されている（もしくは放送したことがある）番組[注 1]。
  - CSは、CS放送フジテレビワンツーネクスト
    - ONEは、CS放送フジテレビONE
    - TWOは、CS放送フジテレビTWO
    - NEXTは、CS放送フジテレビNEXT

  - BSは、BSフジ
- 終了した番組中★は河田町旧本社から台場へ移転後もしばらくネットされていた。
  - かっこ付きの（★）印がついているものは台場移転後に終了した番組を表す。
- なかには一部、関西テレビ（KTV）、東海テレビ（THK）などといったFNS老舗有力局をはじめとする一部の系列局で放送されない番組も含まっている（一部近畿圏の独立テレビ局で放送の番組もある）。

## ニュース

### 朝のニュース
- ☆ FNNニュース（日曜 6:00 - 6:15） - 年末年始には全時間帯で放送。

（以降終了の番組）
- FNNニュース7:30
- FNNテレビ朝刊
- FNNモーニングワイド ニュース&スポーツ
- FNNモーニングコール
- FNN朝駆け第一報!
- FNN World Uplink
- FNN おはよう!サンライズ

### お昼のニュース
- FNN Live News days（月曜 - 金曜 11:30 - 11:50、土曜 - 日曜 11:50 - 12:00）TWO - 駅伝中継などがある日には放送時間を早める場合あり。

（以降終了の番組）
- FNNニュース12:00
- FNNニュースレポート11:30
- FNNスピーク
  - FNNスピークWeekend
- FNNプライムニュース デイズ

### 午後のスポットニュース
（以降終了の番組）
- FNN奥さまニュース
- FNNニュース2:00
- （★）FNN Five to 4:00
- FNNニュース3:50
- チャンネルα NEWS
- レインボー発
- NEWSお台場発

### 夕方のニュース
- Live News イット!（月曜 - 金曜 15:45 - 19:00、土曜 - 日曜 17:30 - 18:00）TWO（TWOは全国パートからの放送）

（以降終了の番組）
- FNNニュース6:30
- FNNテレビ土曜・日曜夕刊
- FNNニュースレポート6:00
  - FNNニュースレポート6:30
- FNNニュースレポート5:30
- （★）FNNスーパータイム
- FNNニュース555 ザ・ヒューマン
  - FNNニュース ザ・ヒューマン
- FNNスーパーニュース
  - FNNスーパーニュースWEEKEND
- みんなのニュース
  - FNNみんなのニュースWeekend
- プライムニュース イブニング

### 20:54のニュース
（以降終了の番組）
- （★）FNNニュース・明日の天気
- FNNレインボー発・あすの天気
- FNN NEWS Pick Up
- こんやのニュース
- ユアタイム クイック
- THE NEWSα Pick

### 夜のニュース
- FNN Live News α（月曜 - 木曜 23:40 - 翌0:25、土曜 0:10 - 0:55（金曜深夜））

（以降終了の番組）
- ニュース対談
- きょうのニュース
- こちら報道部
- ニュースパトロール
- ★ FNNニュース最終版
- 今日の視点
- FNNニュースレポート23:00
- FNNニュースレポート23:30
- FNNニュース工場
- FNN Dete Line → FNN DATE LINE
- FNN NEWSCOM
- ニュースJAPAN
  - ニュースJAPAN WEEKEND
- あしたのニュース
- ユアタイムTWO
- THE NEWSα
- FNNプライムニュース α

### ニュース番組一覧
フジテレビ系列朝ニュース枠、フジテレビ系列昼ニュース枠、フジテレビ系列午後のスポットニュース枠、フジテレビ系列夕方ニュース枠、フジテレビ系列深夜ニュース枠
参照

### ニュース関連項目
- 産経新聞、FNNニュースレポート、プライムニュース、Live News、露木茂、逸見政孝、俵孝太郎、山川千秋、安藤優子、幸田シャーミン、黒岩祐治、木村太郎、滝川クリステル、ショットガン、産経テレニュースFNN

## 情報・ワイドショー

### 放送中の情報番組
- 「めざまし」を冠した平日朝の帯番組
  - ☆ めざましテレビ全部見せ（月曜 - 金曜 4:55 - 5:25） - スタジオ戦略本部第2スタジオ制作
  - ☆ めざましテレビ（月曜 - 金曜 5:25 - 8:14） - スタジオ戦略本部第2スタジオ制作
- サン!シャイン（月曜 - 金曜 8:14 - 9:50） - スタジオ戦略本部第2スタジオ制作
- ノンストップ!（月曜 - 金曜 9:50 - 11:30）※一部地域を除く - スタジオ戦略本部第2スタジオ・コンテンツ戦略本部コンテンツ投資戦略局制作
- プレミアの巣窟（月曜 1:55 - 2:20〈日曜深夜〉） - イベント事業局制作
- ミミヨリ! （木曜 2:50 - 3:20（水曜深夜））
- めざましどようび（土曜 6:00 - 8:30） - スタジオ戦略本部第2スタジオ制作
- 土曜はナニする!?（土曜 8:30 - 10:25、関西テレビ制作）
- ☆ 皇室ご一家（日曜 5:45 - 6:00）
- 日曜報道 THE PRIME（日曜 7:30 - 8:55） - 報道局制作
- Mr.サンデー（日曜 20:54 - 23:09、関西テレビとの共同制作） - スタジオ戦略本部第2スタジオと関西テレビ制作

### 終了した情報番組
- 情報プレゼンター とくダネ!
- 早起きチャンネル520
- トークシャワー
- オルトレ・イ・チンクワンタ
- インフォメーションジョッキー 起きてますか
- セブンショー
- グッドモーニングジャパン
- アンテナホット7
- ニュース&ウェザー
- 朝だ!どうなる?
- モーニングLIVE
- ★（☆）めざまし天気
- めざまし新聞
- めざまし新聞for BIZ
- めざビズ
- めざにゅ〜
- めざましテレビ アクア
- エンタ!見たもん勝ち
- メディア見たもん勝ち!ゼルマ
- めざましテレビ週末号
- ワイドワイドフジ
- 荒川強啓のらくらくTOKIO
- 美味しんぼ倶楽部
- 生島ヒロシのおいしいフライパン
- 生島ヒロシのもっと・自由な生活
- 奥さまお手をどうぞ!
- ザ・ビッグチャンス!
- ジョーダンじゃない!?
- ★（☆）どうーなってるの?!
  - 噂のどうーなってるの?!
- 地元発信! 東京ジモティ
- ワーズワースの冒険
  - ワーズワースの庭で
- リブ・ヤング!
- エメロンナイト レディーファースト
- F2スマイル
  - F2
  - F2-X
- 日曜TOP情報
- 報道2001
- 新報道2001
- 報道プライムサンデー
- ★（★）THE WEEK
- 土曜一番!花やしき
- ウォッ!チャ
  - お台場2★4★8スーパーウォッ!チャ
- 土曜LIVE ワッツ!?ニッポン
- ハッケン!!
- 情報プロジェクトSUPER
- スーパーナイト
- 情報ライブEZ!TV
- スタ☆メン
- 新報道プレミアA
- サキヨミLIVE
- 情報エンタメLIVE ジャーナる!
- これでいいのダ!日本列島あかるいニュース
- 中村雅俊のゼッタイ!知りたがり
- ウォンテッド!!
- なんてったって好奇心
- 七人のHOTめだま
- 今夜は好奇心!
- ニュースバスターズ
- なっとくデータマップ
- にっぽんのミンイ
- マネースクープ
- フジテレビからの〜!
- SHELiCOの夜活〜こんがりネェさんの大人買い〜
- ニュースな晩餐会
- 世界HOTジャーナル
- アイドリアル〜アイドルの今を切り取る〜
- 佳代子の部屋〜真夜中のゲーム会議〜
- 土曜ですこんにちは
- こんにちはふるさとさん
- 芸能グラフィティ → TVグラフィティ
- 純ちゃんのごぶサタデー
- 直撃!シンソウ坂上
- バイキングMORE
- ポップUP!

### 終了したワイドショー
- 小川宏ショー
- （★）おはよう!ナイスデイ→ナイスデイ
- 情報プレゼンター　とくダネ!
- 3時のあなた
- タイム3
- タイムアングル
- TVクルーズ となりのパパイヤ
- 3時ヨこい!
- ★ ビッグトゥデイ
- 2時のホント
- 知りたがり!
- アゲるテレビ
- 直撃LIVE グッディ!
- めざまし8

### 情報・ワイドショー関連項目
- フジテレビ系列早朝の情報番組枠、フジテレビ系列朝の情報番組枠、フジテレビ系列平日午前のワイドショー枠、フジテレビ系列平日昼前の情報番組枠、フジテレビ系列平日昼の情報番組枠、フジテレビ系列土曜昼前の情報番組枠、フジテレビ系列平日午後のワイドショー枠、関西テレビ制作土曜朝のワイドショー、フジテレビ・関西テレビ制作日曜夜の情報番組枠、小川宏、高峰三枝子、山口淑子、森光子、扇千景、富司純子、野間脩平、うつみ宮土理、須田哲夫、ピーコ、小倉智昭、笠井信輔、大塚範一

## スポーツ

### 放送中のスポーツ番組
スポーツ総合
- すぽると!（日曜 0:35 - 1:15〈土曜深夜〉、日曜 23:15 - 翌0:30）
- ジャンクSPORTS（土曜 17:00 - 17:30） - スタジオ戦略本部第3スタジオ制作

サッカー
- UEFAチャンピオンズリーグ・マガジン（不定期放送）
- FOOTBALL DX

競馬
- 馬好王国〜UmazuKingdom〜（日曜 1:15 - 1:45〈土曜深夜〉）
- みんなのKEIBA（日曜 15:00 - 16:00）※北・東日本の系列局および沖縄テレビにもネット
- 東京大賞典の中継（12月29日 午後）BS※関西テレビ・東海テレビ・北海道文化放送にもネット
- ☆ 中央競馬ダイジェスト（月曜 3:25 - 3:35〈日曜深夜〉）
- 週末はウマでしょ!（金曜 22:52 - 23:00）

野球
- MLB SHOW-TIME（火曜 23:30 - 23:40）
- 野球道 ONE・TWO（一部試合を除く）・BS（一部カードのみ）
- World Baseballエンタテイメント たまッチ!（不定期放送、日曜日深夜）

その他
- FUJIYAMA FIGHT CLUB
- Bリーグ中継（不定期放送）
- NFLダイジェスト（不定期放送）

スポーツ中継コンテンツ
☆ F1グランプリNEXT、☆ダイヤモンドグローブ ONE 、東京マラソン （日本テレビと1年ごとに交代で中継。中継のある年はBS、ONE）、ドラゴンゲート、全日本バレーボール高等学校選手権大会 ONE・BS 、☆ワールドカップバレーONE・BS 、☆出雲駅伝 ONE・BS 、JリーグYBCルヴァンカップ、EAFF E-1フットボールチャンピオンシップ、アルガルヴェ・カップ、世界柔道 ONE・BS  、四大陸フィギュアスケート選手権、全日本フィギュアスケート選手権 ONE・BS  、世界フィギュアスケート選手権 ONE・BS 、全日本スピードスケート選手権大会、☆日本大相撲トーナメント、☆フジサンケイクラシック・フジサンケイレディスクラシック ONE・BS、アクサレディスゴルフトーナメント、宮里藍 サントリーレディスオープンゴルフトーナメント、NEC軽井沢72ゴルフトーナメント、☆L!VE MAJOR LEAGUE BASEBALLBS 、大阪国際女子マラソン（関西テレビ制作）、名古屋ウィメンズマラソン（東海テレビ制作）、富士山女子駅伝、まつえレディースハーフマラソン（山陰中央テレビ制作）、全日本総合バドミントン選手権大会

### 過去のスポーツコンテンツ
スポーツニュース・情報番組
スポーツニュースは、単独番組ではなく総合ニュース番組のいちコーナーとして伝える場合もある。
夜のスポーツニュース
- きょうのプロ野球から→★プロ野球ニュース
- LIVE'94（'95）スポーツWAVE（土曜日・日曜日のみ）
- Grade-A（関西テレビと共同制作。1997年、日曜日のみ）
- ニュース&すぽると!
  - TRE-SPORT
- スポーツLIFE HERO'S
- S-PARK

日曜夕方18時からのスポーツ情報番組
- サントリー スポーツ天国
- スポーツ特Q

早朝のスポーツニュース
- おはよう!スポーツ5:45
- 朝イチ!プロ野球News（プロ野球ニュースの派生番組）

スポーツバラエティ
- ★ プロ野球珍プレー・好プレー大賞ONE
- デタカルチョ（深夜、1993年）
- SPO-COM（深夜、1993年）
- 恋するフットサル BS
- スポーツジャングル
- 村上信五とスポーツの神様たち
- フジテレビ系列土曜深夜の競馬番組
  - うまなりクン
  - あしたのG
  - うまッチ!
  - うまなで〜UMA to NADESHIKO〜
  - みんなのウマ倶楽部
  - うまプロ!
  - なまうま
  - うまズキッ!

スポーツ中継番組
スポーツ全般
- スポーツネットワーク（1990年 - 1991年、日曜日）

野球
- アメリカ大リーグ実況中継
- ★ パ・リーグオールスター東西対抗（2006年まで。テレビ静岡制作）

サッカー
- （☆）さんまの天国と地獄
- FOOTBALL CX
- FORZA（Jリーグ中継）
- セリエAダイジェスト
- MONDAY FOOTBALL R
- 蹴旅〜サカたび〜

格闘技
- （☆）K-1 GRANDPRIX TWO
- （☆）PRIDE
- RIZIN FIGHTING FEDERATION
- 全日本女子プロレス中継

モータースポーツ
- F1ポールポジション
- F1モデル
- モタ・スポ!〜For All Motor Sports Fans〜
- フォーミュラ・ニッポン
- メディア工房

競馬
- フジテレビ系列日曜午後の競馬番組
  - 競馬中継
  - チャレンジ・ザ・競馬
  - ★ スーパー競馬
  - みんなのケイバ

マラソン
- 東京国際マラソン
- 名古屋国際女子マラソン（東海テレビ制作）
- 北海道マラソン（北海道文化放送制作、1990年 - 2011年。2012年以降は北海道文化放送とBSフジで放送）
- ☆ 国際千葉駅伝ONE・BS
- ベルリンマラソン（1998年 - 2005年。2006年以降は中継なし）ONE・BS
- '90国際パリ駅伝（1990年10月28日。中継中に放送事故が多発。）

その他
- FIBAバスケットボール・ワールドカップNEXT
- 全米プロゴルフ選手権BS
- サンデー・スターゴルフ
- 全国高等学校バレーボール選抜優勝大会
- アタック・ザ・ワールドカップ
- ★ ツール・ド・フランス 英雄たちの熱い夏（2004年まで、毎年8月。現在はJ sportsで放送）
- 小倉智昭が大感動!スポーツ名珍場面〜ヒーロー&ヒロインに直撃!生放送スペシャル（2004年 - 2006年、毎年年末）

### スポーツ関連項目
- フジテレビ系列スポーツニュース枠、東京ヤクルトスワローズ、サッカー、バレーボール、フィギュアスケート、フォーミュラ1、フォーミュラ・ニッポン、K-1、PRIDE、極真空手、競馬、東京マラソン、サンケイスポーツ、佐々木信也、三宅正治、ジョン・カビラ、中井美穂、大川和彦、福原直英

## トーク・討論番組

### 放送中のトーク番組
トークバラエティ
- はやく起きた朝は…
  - ★(☆) おそく起きた朝は…
  - おそく起きた昼は…
- ボクらの時代（日曜 7:00 - 7:30）

討論
（日曜報道 THE PRIMEなどで行われている。）
- おかべろ（月曜 1:25 - 1:55〈日曜深夜〉、関西テレビ制作）
- 酒のツマミになる話（金曜 21:58 - 22:52）
  - ダウンタウンなう - 上記のスピンオフ元。
  - 人志松本の酒のツマミになる話（前身）
- テレビ寺子屋（土曜 4:52 - 5:22、テレビ静岡制作）

### 終了したトーク・討論番組
トークバラエティ
- スター千一夜
- ありがとう!この人に
- いじわる問答 「男と女」
- ラブラブショー
- 喜びも悲しみも
- 高田・大倉の深夜NIヨイショ
- テレビくん、どうも!
- 女はダバダ…
- 斉藤さんちのお客さま
- 深夜NIヨイショ
- さんまnoひろバァー
- 二人はうさぎ年 → 鶴瓶・南原の日本のよふけ → 平成日本のよふけ → 新・平成日本のよふけ → ミライ
- 赤ちゃん金ちゃんしゃべる部屋
- マツケン・今ちゃん・オセロのGO!GO!サタ
- ジャネーノ!?
- ワンダフルライフ
- 久保みねヒャダこじらせナイト
- ☆ ライオンのごきげんよう
  - ライオンのいただきます
- もろもろのハナシ
- かたらふ〜ぼくたちのスタア〜
- トーキングフルーツ
- 石橋貴明のたいむとんねる
  - 石橋、薪を焚べる
- パンシリーズ（深夜。当時の新人女子アナウンサー1名がMCを担当）
  - チノパン（千野志麻（2000年入社）、2000.10 - 2001.9）
  - アヤパン（高島彩（2001年入社）、2001.10 - 2002.6）
  - ショーパン（生野陽子（2007年入社）、2007.10 - 2008.9）
  - カトパン（加藤綾子（2008年入社）、2008.10 - 2009.3）
  - ミオパン（松村未央（2009年入社）、2009.10 - 2010.3）
  - ヤマサキパン（山﨑夕貴（2010年入社）、2010.4 - 2011.3）
  - ミタパンブー（三田友梨佳（2011年入社）、2012.1 - 2012.9）
  - ミカパン（三上真奈、2013.10 - 2014.3）
  - ユミパン（永島優美（2014年入社）、2014.10 - 2015.3）
  - クジパン（久慈暁子（2017年入社）、2017.7 - 2017.9）
- 深夜喫茶スジガネーゼ

討論
- ビジョン討論会
- ★（☆）報道2001
  - 新報道2001

関連項目：
小堺一機、旭化成、関口宏、石坂浩二、ライオン、竹村健一

## バラエティ番組

### 放送中のバラエティ番組
■帯番組
- ぽかぽか（月曜 - 金曜 11:50 - 13:50）
  - 今週のぽかぽか（関連番組）

■日曜
- かのサンド（10:00 - 11:15）
- ミラモンGOLD（11:15 - 11:45）
- 千鳥の鬼レンチャン（19:00 - 20:54）

■月曜
- 突然ですが占ってもいいですか?（0:55 - 1:25）

■火曜
- 火曜は全力!華大さんと千鳥くん（22:00 - 22:54、関西テレビ制作）

■水曜
- タイムレスマン（0:15 - 0:45）
- ＃EXITV〜FODの新作・名作をPon!Pon!見せまくり!!〜（1:15 - 2:15）
- 世界の何だコレ!?ミステリー（19:00 - 20:00）
- 奇跡体験!アンビリバボー（20:00 - 21:00）
- ホンマでっか!?TV（21:00 - 21:54）
  - さんま・福澤のホンマでっか!?ニュース（前身）

■木曜
- いたジャン（0:15 - 0:45）
- 街グルメをマジ探索!かまいまち（20:00 - 21:00）
- この世界は1ダフル（21:00 - 21:54）
- トークィーンズ（COOL TV、23:00 - 23:30）

■金曜
- 何か“オモシロいコト”ないの?（0:15 - 0:45）
- 坂上どうぶつ王国（19:00 - 20:00）
- ウワサのお客さま（20:00 - 21:00）
- ザ・共通テン!（21:00 - 21:58）
- 全力!脱力タイムズ（COOL TV、23:00 - 23:30）

■土曜
- 土曜RISE!（10:25 - 11:00）
- チャンハウス（11:00 - 11:50）
- 相葉◎×部（16:30 - 17:00）
  - 木7◎×部（前身）
- ネタパレ（18:30 - 19:00）
  - 超ハマる!爆笑キャラパレード（前身）
- 芸能人が本気で考えた!ドッキリGP（19:00 - 20:00）
- 新しいカギ（20:00 - 21:00）
- さんまのお笑い向上委員会（23:10 - 23:40）

■特番・単発枠
- タイムリミットバトル ボカーン!
- ☆ 爆笑そっくりものまね紅白歌合戦スペシャル（春・秋改編期および年末の年3回放送）
  - ★ ものまね王座決定戦（1970 - 1990年代、2012年以降）
    - ☆ オールスター・爆笑!スターものまね王座決定戦スペシャル
    - とびだせものまね大作戦
    - ものまねくらぶ
    - ものまね珍坊
- run for money 逃走中
- battle for money 戦闘中
- Cygames THE MANZAI マスターズ
- ツギクルもん
  - うつけもん
  - オサレもん
- ENGEIグランドスラム
- ゲームセンターCX（『メディアの苗床』枠で放送） - フジテレビONEにてレギュラー放送中。
- （☆）THEわれめDEポン（不定期、終夜番組で放送） - フジテレビTWOにて不定期放送中。
- ドリフに大挑戦スペシャル
- お笑い芸人王座決定戦スペシャルシリーズ
- 人志松本のすべらない話
  - 人志松本の○○な話
- たけしのダンカン馬鹿野郎!!
- ☆ さんまのまんま（関西テレビ制作）

■ 関連番組
- ねばぎば!TOKIO → 三菱電機サイエンスジム メントレ → メントレG → 5LDK
- 志村けんのだいじょうぶだぁ → 志村けんはいかがでしょう → 志村けんのオレがナニしたのヨ? → （☆）けんちゃんのオーマイゴッド（ゴールデン）
- （☆）（★）志村X → 志村XYZ → Shimura X天国 → 変なおじさんTV → 志村流 → 志村塾 → 志村通 → 志村けんのだいじょうぶだぁII → 志村屋です。 → 志村軒 → 志村劇場 → 志村だヨ! → 志村笑! → 志村座 → 志村の時間 → 志村の夜 → 志村でナイト → 志村友達 - 企画制作：イザワオフィス
- なまあらし LIVESTORM → 嵐の技ありッ! → まごまご嵐 → GRA
- コムサ・DE・とんねるず → とんねるずのみなさんのおかげです → ラスタとんねるず'94 → （★）とんねるずの本汁でしょう!! → （★）とんねるずのみなさんのおかげでした
- 新しい波 → 新しい波8 → 新しい波16 → 新しい波24
- トロトロでいこう! → そう快!ヒデタミン → ウチくる!?
- 恋愛総選挙 → ※AKB調べ → 僕らが考える夜 → 指原カイワイズ → さしこく〜サシで告白する勇気をあなたに〜 → 真夜中

### 終了したバラエティ番組
- おとなの漫画
- お笑いタッグマッチ
- 笑えば天国
- びっくりショー
  - 万国びっくりショー
  - 世紀のびっくりショー
- お笑い世論調査
- しろうと寄席
- しろうと芸能大賞
- 東京漫才変遷史
- 東は東
- みんなで夢を!
- ドンキーのナンセンス劇場
- 爆笑ホール
- 爆笑ダイヤモンドショー
- 爆笑グランドパレード
- スター芸能大会
- スターとデイト合戦
- シスコげらげら劇場
- スターの広場
- まんがシンチョー
- サンデー志ん朝
- お茶の間寄席
- なんでも110番
- スターまねマネ大会
- オールスター90分
- 巨泉にまかせろ!
- コント・カチョ〜ン
- 町の人気者
- 東京ぼん太ショー
- モーレツ欲張りゲーム
- お笑い天保水滸伝
- 祭りだ!ワッショイ!
- 日曜ゴールデンショー
- お昼のゴールデンショー
- 夜のゴールデンショー
- ハイヌーンショー
- 爆笑ゴールデンショー
- 三平・美どりのドキドキ生放送
- 愛情ゼミナール
- 12時開演!
- 日本全国ひる休み
- 笑ってる場合ですよ!
  - もう一度笑ってる場合ですよ!
- タワーバラエティ → スーパーバラエティ
- 笑えば2時だよ
- おまたせしました演芸2題
- コント55号および萩本欽一枠
  - お笑いヤマト魂
  - コント55号の世界は笑う
  - コント55号のやるぞみてくれ!
  - コント55号のおとぼけ人間学
  - 欽ドン!シリーズ（欽ちゃんのドンとやってみよう! → 良い子悪い子普通の子（おまけの子） → マイルド欽ドン! → 欽ドン!お友達テレビ → 欽ドン!ハッケヨーイ笑った! → 欽ドン!スペシャル）
  - 欽ちゃんの9時テレビ（1980 - 1981）
  - よっ!大将みっけ
- ★ スターどっきり（秘）報告
  - スターどっきり大作戦
- オレたちひょうきん族 TWO
  - ひょうきん予備校
  - ひょうきんミニ放送局
- 夕やけニャンニャン
  - 夕食ニャンニャン
- とーんでもない!?
- TVハッスル帝国
- 加藤茶枠
  - いつみ・加トちゃんのWA-ッと集まれ!!
  - 加トちゃんマチャミのお台場CHA・CHA!!
  - CHA×2KEN TV
- スタミナ天国シリーズ（イザワオフィス制作）
  - 週刊スタミナ天国
  - 月刊ストレス解消TV
  - ★ スタミナ天国ターボ
  - 快傑!ヘルパー
- ボキャブラ天国シリーズ
  - タモリのボキャブラ天国
  - タモリのSuperボキャブラ天国
  - （☆）（★）タモリの超ボキャブラ天国
  - 新ボキャブラ天国→黄金ボキャブラ天国→家族そろってボキャブラ天国
  - 続!ボキャブラ天国→歌うボキャブラ天国（深夜枠）
- タモリ枠
  - タモリの新・哲学大王!（『タモリの超ボキャブラ天国』の後継番組。KIRIN提供）
  - タモリのネタでNIGHTフィーバー!（同上）
  - 森田一義アワー 笑っていいとも!
    - 笑っていいとも!増刊号
    - 笑っていいとも!特大号

  - ヨルタモリ
- ダウンタウン枠
  - ★（★）ダウンタウンのごっつええ感じ
  - WORLD DOWNTOWN
  - 爆笑 大日本アカン警察
  - してみるテレビ!教訓のススメ
- ビートたけし枠
  - 北野ファンクラブ
  - 北野富士
  - 足立区のたけし、世界の北野
  - たけしの斎藤寝具店
  - 北野タレント名鑑
  - たけしのコマ大数学科 - 制作著作イースト・エンタテインメント
- 今田耕司枠
  - 今田耕司のシブヤ系うらりんご
  - 冒冒グラフ（今田・東野幸治・板尾創路）
  - 猛烈アジア太郎
  - ジェネレーション天国
- 上岡龍太郎枠（渡辺プロ制作、日曜正午）
  - 上岡龍太郎にはダマされないぞ!
  - （☆）（★）上岡・ヒロミの花も嵐も
- 笑う犬シリーズ （生活 → 冒険 → 発見 → 情熱 → 太陽） TWO
- ウッチャンナンチャンの誰かがやらねば!
  - ウッチャンナンチャンのやるならやらねば!
  - ゲッパチ!UN アワーありがとやんした!?
  - UN FACTORY カボスケ
- 明石家さんま冠番組
  - 生さんま みんなでイイ気持ち!
  - 明石家マンション物語
  - 明石家ウケんねん物語
- みのもんた司会番組（※ローカル枠）
  - 愛する二人別れる二人
  - SOSシリーズ（危機対処シミュレーションバラエティ 危機一髪!SOS → 奇跡の脱出!SOS）
  - ザ・ジャッジ! 〜得する法律ファイル → ザ・ジャッジEX → Dのゲキジョー 〜運命のジャッジ〜 → 独占!金曜日の告白
  - 人生もっと満喫アワー トキめけ!ウィークワンダー
- 和田アキ子司会番組（火曜夜7時、2001 - 2002）
  - 直撃!!ウワサの5人 ※ローカル枠
  - アングリー・セブン
  - 自信回復TV 胸はって行こう!
- SMAP出演番組
  - （☆）中居正広のボクらはみんな生きている
    - 中居正広のボク生きII

  - 少年頭脳カトリ
  - サタ☆スマ
  - デリバリー・スマップ デリ!スマ
  - スマ夫
  - SMAPのがんばりましょう
  - 夢がMORI MORI
  - おじゃMAP!!
  - SMAP×SMAP（関西テレビと共同制作）
- オールナイトフジ[注 2]
- 殿様のフェロモン
- A女E女
- ワンナイR&R
  - エブナイ
  - エブナイサタデー
- パラダイスGoGo!!
  - パラGO!!サタデー
- ホンネの殿堂!!紳助にはわかるまいっ
  - 一攫千金!日本ルー列島
- 夢で逢えたら
  - 夢の中から
- DAIBAッテキ!!
  - DAIBAクシン!!シリーズ
- スターと対抗! 家族カウントダウン
- マーケティング3部作（深夜）
  - マーケティング天国
  - カノッサの屈辱 ONE
  - TVブックメーカー
- 所さんのただものではない!
- 邦ちゃんのやまだかつてないテレビ TWO
- ココリコミラクルタイプ ONE（水曜23時枠時代）
  - ココリコの投稿番長（深夜枠）
- あいのりシリーズ TWO
  - 恋愛観察バラエティーあいのり2
  - 恋愛観察バラエティーあいのり2Z
  - あいのり:Asian Journey
  - あいのり:African Journey
  - 男女8人恋愛ツアー!TOKIOのな・り・ゆ・き!!
- がんばれ!ピンチヒッターショー（『欽ドン!』の休止期間の番組、1977年）
- ニューヤンキース（同上、1978年）
- お笑い大集合
- 土曜ナナハン学園危機一髪
- 夜はタマたマ男だけ!!（『欽ドン!』の休止期間の番組、1985年）
- 正義の味方株式会社
  - てれび夢組
  - ブラボー!夢工場
- 学校では教えてくれないこと!!
- みんな出て恋恋来い!
- コドモのおもちゃ
- 鶴太郎のギャグハラスメント
- スターはポチだ!
- 全日本ガイジン選手権
- たまにはキンゴロー
- 夜鳴き弁天
- ピロピロ
- （☆）ケンカの花道
- （☆）恐怖の体重計
- 3分勝負15ラウンド
- ワラッタメ天国 - 制作ハウフルス
- Numer0n - 制作著作Big Face
- ピカルの定理
- 満員御礼!三波伸介一座
- 三波伸介のチャンネル・インベーダー
- さあ!どうする!
- GOGOギネス世界一
- テレビくん、どうも
- 土曜!コネクション
- （☆）（★）まけたらアカン!
- 突撃!お笑い風林火山
- コレって変ですか〜!?
- 恋ボーイ恋ガール
- バツ
- うつみ&ルミ子の思い出ボロボロ
- となりのココロ
- 男と女!!雨のち晴
- わけありバラエティー みんなのヒミツ
- 交通バラエティ 日本の歩きかた
- エチカの鏡〜ココロにキクTV〜
- 西村雅彦のさよなら20世紀
- 江角マキコの恋愛の科学
- うなぎのぼり研究所 → うなぎのぼり研究所1/2
- 恋愛の家庭教師
- パンドラの秘宝
- 感じるジャッカル TWO
- 本能のハイキック!
- チキチキバンバン
- ゴールドラッシュ
- 走れ!!しあわせ建設
- 熱血!サンタマリア
- OIOI枠（深夜、10分）
  - OIOI Personal Countodown Ten（1990 - 1992）
  - OIOI ENTERTAMENT SQUARE NEXT（1992 - 1993）
  - OIOI Personal Watching JAB!（1993 - 1994）
- 来来圏
- おとこのこおんなのこ
- プレゼンタイガー
- 木梨サイクル
  - 木梨ガイド・週末の達人
- 世界シリーズ
  - 世界ゴッタ煮偉人伝
  - 世界超密着TV!ワレワレハ地球人ダ!!
  - 世界ゴリッパですね!
- BACK-UP!
- 爆笑問題シリーズ（水曜夜7時枠）
  - ハッピーボーイズ!（水10!時代）
  - ハッピーボーイズアワー爆笑おすピー問題!
  - 爆笑おすピー大問題!!
  - 爆笑問題☆伝説の天才
- 23 SATURDAY DREAM SHOW
  - リチャードホール
  - ブログタイプ
- ブンブンサタデー
  - ヴァケスケ
  - 世の中どこ見てんのよ!?ジャリバラ!
- 登龍門枠
  - お台場明石城
  - ふくらむスクラム!!
    - 1ばんスクラム!!

  - お笑い登龍門
  - お台場お笑い道
  - インパクト!
  - フェイク・オフ〜完全なる相関図〜
  - なべあちっ!
- コント1000本ノック
  - 東京ビッグショット（T・B・S）
  - 日本放送教室（N・H・K）
- エデン〜絵伝〜
- O・D・A〜ODAIBA ANGEL〜
- 卵の館
- うっひゃ〜!!はなさかロンドンブーツ
- う!ウマいんです。
- 雨ニモマケズ
- 好TV〜HAO TV〜
- ニューデザインパラダイス
- おすピー&ロンブーの起きなさいよッ!!
- daiba:ba
- CHIMPAN NEWS CHANNEL
- コンバットシリーズ
  - コンバット→コンバット1.5
- 松本人志枠
  - 松本人志の一人ごっつ→松ごっつ
  - 働くおっさん人形
  - モーニングビッグ対談
  - 働くおっさん劇場
- メディアの苗床
- アイデアの鍵貸します
- グラビアトークオーディション
- アイドルハイスクール 芸能女学館
- 深夜戦隊ガリンペロ
- 環境野郎Dチーム
- エコラボ〜もったいない博士の異常な愛情
- サタちゃん SATURDAY MIDNIGHT CHANNEL
- カワズ君の検索生活
- 井の中のカワズ君
- くるくるドカン〜新しい波を探して〜
- 細木数子関連
  - 細木数子の人生ダメ出し道場
  - 有名人の開運カフェ
  - 幸せって何だっけ 〜カズカズの宝話〜
- オリキュン
- ジャンプ!○○中
- 理由ある太郎
- 海筋肉王 〜バイキング〜
- うわさ体感バラエティ くちこみっ
- 恋するTV すごキュン
- JAPANロッケフェスティバル
- G★ウォーズ
- ニッポン インポッシブル
- 限定品コラボネーゼ
- マツコの部屋
- 金曜日のキセキ
- 奥の深道〜同類くんの旅〜
- おノロケ
- うもれびと
- キカナイト
  - キカナイトF
- おもしろ言葉ゲーム OMOJAN
- はねるのトびら
- フジテレビに出たい人TV
- GIVE&TAKE
- ゴレンタン
- 生田くん、ハイ!
- 世界は言葉でできている
- 人生の正解TV〜これがテッパン!〜 - 制作著作duece
- 10匹のコブタちゃん 〜ヤセガマンしないTV〜
- ホメられてノビるくん
- バチバチエレキテる
- もはや神ダネ - 制作著作・ジーヤマ
- 百識王
- 全力教室
  - テレビシャカイ実験 あすなろラボ
- ハマ3
- AKB映像センター
- ほこ×たて
- 幸せ追求バラエティ 金曜日の聞きたい女たち
- 人気者から学べ そこホメ!?
- アノ人たちの作り方 〜なぜこうなった!?ファクトリー〜
- やりかた大図鑑
- 未来予言TV ノストラダムス!!
- 今夜はアリエナイト
- フジテレビからの〜!
  - コンちゃんテンちゃん
- モウソリスト
- TOKYOラッシュアワー
- ディープガール
- 噺家が闇夜にコソコソ
- ワオ
- 怪生伝
- AKBでアルバイト
- 超潜入!リアルスコープハイパー
- クリエーター創出ドキュメント ムチャブリ!スタンパー
- バナナマンの決断までのカウントダウン
  - バナナマンの決断は金曜日!
- 未来ロケット
- オモクリ監督 〜O-Creator's TV show〜
  - OV監督
- ミレニアムズ
- EXILEカジノ
- 日本全国ご自慢列島 ジマング
- 華丸大吉の2020
- 前略、月の上から。
- 世界行ってみたらホントはこんなトコだった!?
- アイドリング!!!
- おーい!ひろいき村
  - ひろいきの
- EG-style
- TOKYO IDOL TV
- 巷のリアルTV カミングアウト!
- 淳・ぱるるの○○バイト!
- アフロの変
- 大人のKISS英語
  - 山Pのkiss英語
- モシモノふたり〜タレントが“おためし同居生活”してみました〜
- 人生のパイセンTV
- そんなバカなマン
- 超特急のふじびじスクール!MIDNIGHT
- VERGINS〜ハジメテに乱れる女たち〜
- フルタチさん
- アオハル (青春) TV
- #ハイ ポール
- ふぞろいの天使たち
- その原因、Xにあり!
- 恋神アプリ
- ゴマンゾク
- イロ・ドリ・とりっぷ
- AI-TV
- 良かれと思って!
- ☆（☆）めちゃ2イケてるッ!
  - とぶくすり
  - 殿様のフェロモン
  - めちゃ2モテたいッ!
- さまぁ〜ずの神ギ問
- 美少女クエスト
- 私の働き方〜乃木坂46のダブルワーク体験!〜
- 乃木坂46のザ・ドリームバイト!〜働き方改革!夢への挑戦!〜
- 梅沢富美男のズバッと聞きます!
- この指と〜まれ!
- エイコーさん
- BACK TO SCHOOL!
- 今日から友達になれますか?
- テラスハウスシリーズ
- MATSUぼっち
- でんじろうのTHE実験
- 村上マヨネーズのツッコませて頂きます!（関西テレビ制作）
- アウト×デラックス
- 痛快TV スカッとジャパン
- 関ジャニ∞クロニクルF
  - 関ジャニ∞クロニクル
  - 関ジャニ∞の あとはご自由に
- ライオンのグータッチ
- あしたの内村!!
- 内村と相棒
- 爆買い☆スター恩返し
- TOKIOカケル
- VS魂グラデーション
  - VS嵐（前身）
- キスマイ超BUSAIKU!?
- 火曜NEXT!　
  - 水曜NEXT!（前身）
- KinKi Kidsのブンブブーン
- 乃木と霜降りのダンスバトルズ
  - 乃木坂46とダンスバトルズ（前身）
- アンタッチャブルの早速行ってみた（関西テレビ制作）
  - ひらけ!パンドラの箱 アンタッチャブるTV（前身、関西テレビ制作）
- オドオド×ハラハラ
- コラボレーションOCTPATH!
  - ストイックOCTPATH!（前身）
- 千鳥のクセスゴ!
  - 千鳥のクセがスゴいネタGP（前身）
- ワイドナショー
- オールナイトフジコ
- サスティな!〜こんなとこにもSDGs〜
- ハチミツ!!
  - 深夜のハチミツ（前身）
- 魔女に言われたい夜〜正直過ぎる品定め〜（Mナイト、〈月曜深夜〉）
- 私のバカせまい史
- 坂道の向こうには青空が広がっていた。
- いいすぽ!（フジテレビからの!）
- 何するカトゥーン?（〈月1回月曜深夜〉）

### バラエティ関連項目
- 萩本欽一、タモリ、ビートたけし、横澤彪、三宅恵介、明石家さんま、志村けん、とんねるず、石田弘、港浩一、ダウンタウン、ナインティナイン、片岡飛鳥、SUナイト、第8地区

## クイズ番組

### 放送中のクイズ番組
- ネプリーグ（月曜 19:00 - 20:00） ONE（水曜23時枠時代=非クイズ番組のものを放送）
  - ★ 空飛ぶ!ネプTビビ
  - ネプフジ
  - 力の限りゴーゴゴー!!
  - NEPTUNEPRESENTS 日本列島元気満点! 力あわせてゴーゴゴー!!
- 呼び出し先生タナカ（月曜 20:00 - 21:00）
- 今夜はナゾトレ（火曜 19:00 - 20:00）

### 単発のクイズ番組
- ★☆クイズ・ドレミファドン!（正月特番）
  - クイズ!家族ドレミファ大賞（前身）
- 超逆境クイズバトル!! 99人の壁
- クイズ!脳ベルSHOW（BSフジ制作）BSは継続中

### 終了したクイズ番組
- ズバリ!当てましょう
- オリンピックショウ 地上最大のクイズ
- ちびっこトリオクイズ
- 象印スター対抗大乱戦
- パイロット スター・プレゼント
- 3000万円クイズ
- いじわるクイズ時価1万円
- 東芝ワールドクイズ
- 巨泉のスター百面相
- クイズグランプリ
  - クイズ漫才グランプリ
  - 合格ペアグランプリ
  - 逆転クイズジャック
- 正解のないクイズ
- 映像クイズ・ア!知ッテレビジョン
  - 知ッテレビジョン
  - クイズ!知ッテレQ
- アイ・アイゲーム
- TVプレイバック
- クイズ!早くイッてよ
- 関根&ルーの!クイズサクセス
- みんな楽しく!健康クイズ
- エスカレーションクイズ「対決!1対10」
- クイズ・キングにまかせろ!
- 親子を合わせるベシ!
- やりくりクイズ30万に挑戦
- 世界びっくりスペシャル
- 紅白スタージェスチャー
- クイズタッグマッチ
- クイズ!ベストカップル
- クイズのりもの講座
- SOSドキドキクイズ
  - いい旅、ときめき本線
- スター家族スタジオ
- 小川宏のなんでもカンでも!
- クイズ地球どんぶり!
- クイズやじうまスコップ
- ザ・わかるっチャー
- ザ・対決!
  - 本気でライバル
- クイズ!世にも不思議な逆回転
- クイズなっとく歴史館
- クイズ&ゲーム太郎と花子
- 世界の秘密
- 世界の常識・非常識!
- サイコの晩餐
- クイズ!超選択
- クイズ!スパイ2/7
- クイズ!年の差なんて
- クイズ・ポーカーフェイス
- クイズ! 加トちゃんの1! 2! 3!
- カルトQ
- ザ・ビッグチャンス!
- ゴールデンタイム
- （☆）クイズ!歌うぞ音楽王
- クイズの王様
- （☆）BANG! BANG! BANG!
- （☆）天才!ヒポカンパス
- 天下ごめんネ!!
- 新常識クイズ!目からウロコ
- ウィーケストリンク☆一人勝ちの法則
- 検定ジャポン
- タモリのジャポニカロゴス
- 全国一斉!日本人テスト
- FNS1億2000万人のクイズ王決定戦（特番）
- バッテンクイズHEXAGON TWO
  - クイズ!ヘキサゴン
  - クイズ!ヘキサゴンII
- そうですちがいます
- クイズ!お金が大好き
- TVハッカー
- それいけ!実験クイズ
- ザ・NIPPON検定
- クイズ$ミリオネア
- 人生の正解TV〜これがテッパン!〜
- ジャンボクイズ100対100
- クイズウルトラドボン
- クイズ30〜団結せよ!〜
- 日本語探Qバラエティ クイズ!それマジ!?ニッポン
- ペケ×ポン
- 優しい人なら解ける クイズやさしいね
- 最上級のひらめきニンゲンを目指せ!クイズ!金の正解!銀の正解!
- 潜在能力テスト

### クイズ関連項目
- 愛川欽也、楠田枝里子、王東順、旭化成、千代田企画、関根勤、みのもんた、神原孝、島田紳助、ネプチューン、羞恥心、Pabo、スラムドッグ$ミリオネア

## 音楽番組

### 放送中の音楽番組
- 週刊ナイナイミュージック（COOL TV、水曜 23:00 - 23:30）
- ミュージックジェネレーション（木曜 19:00 - 20:00）
- Tune（金曜 3:15 - 3:45〈木曜深夜〉）
- ☆ MUSIC FAIR（土曜 18:00 - 18:30）※一部地域を除く
- ☆ SOUND WEATHER
- FACTORY ONE NEXT

### 単発の音楽番組
- FNS歌謡祭 春（毎年3月に放送）
- FNS歌謡祭 夏（毎年7月下旬 - 8月に放送）
- FNS歌謡祭 秋（毎年10月に放送）
- ☆ FNS歌謡祭（毎年12月に2回放送）
- ジャニーズカウントダウンライブ
- HEY!HEY!NEO! MUSIC CHAMP
  - ☆（☆）HEY!HEY!HEY! MUSIC CHAMP（前身）

### 終了した音楽番組
- 歌の饗宴
- ザ・ヒットパレード
- 歌謡大全集
- 夜のグランドショー
- シャボン玉ミュージックジョイ
  - シャボン玉アワー（関西テレビ製作）
- テイチク歌のビッグショー
- テレビ電話リクエスト
- 歌うトップスター
- ゴールデン歌まつり
- 花形歌手東西歌合戦
- フジテレビ今週のヒット15
- ザ・スター
- 夜のヒットスタジオ TWO
（→ 夜のヒットスタジオDELUXE → 夜のヒットスタジオSUPER）
  - ヒットスタジオコンプレックス
    - ヒットスタジオR&N
    - ヒットスタジオInternational
    - ヒットスタジオ演歌
- 今週のヒット速報
  - ゴールデン歌謡速報
- 日清ちびっこのどじまん
- リズム歌合戦
- ラップ・ラップ・ショー
- オールスター家族対抗歌合戦
- キンカン素人民謡名人戦
  - キンカン民謡セレクション
  - キンカンふるさと民謡めぐり
- 歌のスターパレード
- 夜の歌謡集
- 加山雄三アワー
- 歌う青春カーニバル
- なつメロ・ヒット・フェスティバル
- お茶の間スペシャル
- スターヒットショー
- 勝ち抜きエレキ合戦
- 勝抜きのど自慢
- 若さで歌おう ヤアヤアヤング!
- レッツゴー!ヤングサウンズ
- スクラム歌合戦
- フォークソング合戦
- 三菱クラウンアワー - 関西テレビと共同制作
- 歌のゴールデンショー
- 平凡 歌のバースデーショー
- 森永スパーク・ショー
- ビートポップス
- 歌のベストショー
- 拝啓私の素敵さん
- スター作詞作曲グランプリ
- 歌だ!飛び出せ2万キロ
- 歌謡ヒットプラザ
- あなたが選ぶ今週のベスト1
- 歌うロマンスタジオ
- 木曜リクエストスタジオ
- ビッグベストテン
- 花の金曜ゴールデンスタジオ
- アップルハウス
- 日本の童謡
- のりおの歌うヒット笑!
- 素敵なあなた
- ザ・サンデー -THE SUNDAY-
- ヒットパレード90's
- G-STAGE
- SOUND ARENA
- MJ
- 19XX
- ROCK SHOW
- SWITCH MUSIC
- ★（☆）TK MUSIC CLAMP
- 歌謡スタジオ大作戦
- MUSIC HAMMER
  - Music Museum
- 君こそスターだ!
- 快進撃TVうたえモン
- GLAY G.C.
- MAESTRO
- プロモマニア
- 桑田佳祐の音楽寅さん 〜MUSIC TIGER〜
- Dance!×3
  - House Energy
- （☆）P-STOCK - 河田町末期にお台場「POP STOCK」から放送された番組。
- 音楽でいこう→音楽のように
- 音楽美学 JOCX-MIDNIGHT
  - 寺内ヘンドリックス
  - 私の葬送行進曲
- 音箱登龍門（CLUB TORYUMON）
- ロケットパンチ!
- 69★TRIBE ロック族
- スーパージャム（1970年代中期 - 1980年代）
- ライブ・エイド（1985年）
- 世界紅白歌合戦（1985 - 1986、毎年12月31日）
- 民放紅白歌合戦（「火・曜・特・番!!」枠で放送）
- オールスタープロ野球12球団対抗歌合戦
- 拓郎マチャミのみんな歌えるスーパーヒット
- 新宿音楽祭（文化放送と共催）
- 銀座音楽祭（ニッポン放送と共催）
- 日本歌謡大賞（1970 - 1993年、各局持ち回り）
- ELVIS ONE
- 売れなきゃよかった…金曜日の告白SP!大ヒットに狂わされた壮絶人生
- 僕らの音楽 Our Music
- 新堂本兄弟
  - ★（☆）LOVE LOVEあいしてる
- どぅんつくぱ〜音楽の時間〜
- 音楽の時間 〜MUSIC HOUR〜
- 魁!音楽の時間
  - 魁!音楽番付
- ミューサタ
- 歌え!一億
  - 水曜歌謡祭
- Love music
- アワー・フェイバリット・ソング 私が「エイリアンズ」を愛する理由（BSフジ制作）

### 音楽関連項目
- 塚田茂（構成作家）、音組（音楽番組制作スタッフ）、芳村真理、井上信悟、前田武彦、井上順、古舘伊知郎、水口昌彦、きくち伸、渡辺プロダクション、バーニングプロダクション、ジャニーズ事務所、金柑堂、塩野義製薬

## ドラマ

### 放送中のドラマ
- ☆ フジテレビ月曜9時枠の連続ドラマ（月曜 21:00 - 21:54）
  - 明日はもっと、いい日になる
- 関西テレビ制作・月曜夜10時枠の連続ドラマ（月曜 22:00 - 22:54）
  - 僕達はまだその星の校則を知らない
- フジテレビ火曜9時枠の連続ドラマ（火曜 21:00 - 21:54）
  - スティンガース 警視庁おとり捜査検証室
- 火ドラ★イレブン（火曜 23:00 - 23:30、関西テレビ制作）
  - 北くんがかわいすぎて手に余るので、3人でシェアすることにしました。
- フジテレビ水曜10時枠の連続ドラマ（水曜 22:00 - 22:54）
  - 最後の鑑定人
- ☆ 木曜劇場（木曜 22:00 - 22:54）
  - 愛の、がっこう。
- 土ドラ（土曜 23:40 - 翌0:35、東海テレビ制作）
  - 浅草ラスボスおばあちゃん

### 過去の代表的なドラマ
- 若者たち - 2014年にもリメイク版が放送された。
- 男はつらいよ
- 大空港
- 北の国から
- 意地悪ばあさん
- まるまるちびまる子ちゃん
- 東京ラブストーリー
- 101回目のプロポーズ
- ひとつ屋根の下1・2（第1シリーズは河田町、第2シリーズは台場移転後に放送）
- あすなろ白書
- （☆）ナースのお仕事シリーズ (第1シリーズのみ河田町)
- ロングバケーション
- （☆）（★）踊る大捜査線（シリーズ途中で移転、最終2話は台場で放送）
- （☆）古畑任三郎
- （☆）（★）バージンロード（途中で移転、最終3話は台場で放送。最終回に河田町旧社屋が登場）
- ラブジェネレーション
- やまとなでしこ
- 白い巨塔（1978年）
- 白い巨塔（2003年）
- Dr.コトー診療所（2003,2006）
- 救命病棟24時
- ショムニ
- お水の花道
- 医龍-Team Medical Dragon-
- 離婚弁護士
- SUITS/スーツ
- リーガル・ハイ
- 監察医 朝顔
- HR（三谷幸喜脚本）

※なお、これらの番組の一部はBSフジ、CS放送のフジテレビONE・フジテレビTWO・フジテレビNEXTで放送されているものもある。

### 終了したドラマ枠
- 妻たちの劇場
- フジテレビ平日正午枠の連続ドラマ
- お昼のテレビ小説
- ライオン奥様劇場
- ☆ 東海テレビ制作昼の帯ドラマ
- フジテレビ平日昼1時45分枠の連続ドラマ
- フジテレビ月曜7時枠の連続ドラマ
- フジテレビ月曜7時30分枠の連続ドラマ
- フジテレビ月曜8時枠の連続ドラマ
- スター推理劇場
- 三菱ダイヤモンド劇場
- シャープ火曜劇場
- フジテレビ火曜8時枠の連続ドラマ
- 良縁奇縁
- 関西テレビ制作火曜夜9時枠の連続ドラマ
- サンウエーブ火曜劇場
- ☆(☆) 関西テレビ制作火曜夜10時枠の連続ドラマ
- 火曜ACTION!
- フジテレビ水曜8時枠の連続ドラマ
- フジテレビ水曜9時枠の連続ドラマ
- 水曜ドラマシリーズ
- 平岩弓枝ドラマシリーズ
- ★ 水曜劇場（2003年6月に枠撤退。 ※HD制作）
- 一千万人の劇場
- 信託水曜劇場
- ディビジョン1
- 青春★ENERGY
- フジテレビ木曜7時30分枠の連続ドラマ
- フジテレビ木曜8時枠の連続ドラマ
  - ★ 世にも奇妙な物語
    - 奇妙な出来事

  - 大人は判ってくれない
- フジテレビ木曜9時枠の連続ドラマ
- プリンススリラー劇場
- フジテレビ金曜7時枠の連続ドラマ
- フジテレビ金曜8時枠の連続ドラマ
- 金曜ドラマ
- フジテレビ金曜9時枠の連続ドラマ
- おんなの劇場
- 金曜劇場（木曜劇場の前身）
- フジテレビ土曜7時枠の連続ドラマ
- フジテレビ土曜7時30分枠の連続ドラマ
- 東芝土曜劇場
- フジテレビ土曜8時枠の連続ドラマ
- 土曜劇場
- 夜の十時劇場
- ゴールデンドラマシリーズ
- 土曜ドラマ
- 土ドラ (フジテレビ)
- オトナの土ドラ（土ドラに改題し、現在も継続）
- 富士ホーム劇場
- フジテレビ日曜8時枠の連続ドラマ
- フジテレビ系列日曜夜9時枠の連続ドラマ
- ドラマチック・サンデー
- シオノギテレビ劇場
- 嫁ぐ日まで
- さくらスターライト劇場
- ボクたちのドラマシリーズ
- ほんとにあった怖い話
- 演技者。
  - 劇団演技者。
- 上品ドライバー（単発、深夜。日産自動車提供）
- 日曜ドラマハウス（関東ローカル）

### ドラマ関連項目
- 倉本聰、山田太一、平岩弓枝、三谷幸喜、野島伸司、坂元裕二、江頭美智留、大多亮、亀山千広、共同テレビジョン、アベクカンパニー、渋谷ビデオスタジオ

## 時代劇

### 時代劇の放送枠
以下の放送枠は現存しない。
- フジテレビ月曜夜10時枠時代劇
- ★ 火曜時代劇（2004年3月に枠撤退）
- スーパー時代劇
- フジテレビ水曜夜8時枠時代劇
- フジテレビ木曜夜8時枠時代劇
- フジテレビ木曜夜9時枠時代劇
- フジテレビ木曜夜10時枠時代劇
- フジテレビ土曜夜10時枠時代劇
- 時代劇スペシャル
- 白雪劇場

### 単発の時代劇
- 剣客商売スペシャル

### 終了した時代劇
過去に関西テレビが制作・全国ネットで放送されていた作品も含まれている。
- 三匹の侍
- 快傑黒頭巾
- 銭形平次 (大川橋蔵)
- 眠狂四郎 (平幹二朗版)
- ご存知からす堂
- 幕末姉妹
- 風来坊
- 花のお江戸のすごい奴
- あゝ忠臣蔵
- 吉田松陰
- 大坂城の女
- 新吾十番勝負
- 柳生十兵衛
- 徳川おんな絵巻
- 江戸の紅葵
- 清水次郎長
- 浮世絵 女ねずみ小僧
  - ご存知!女ねずみ小僧
- 一心太助
- おらんだ左近事件帖
- 木枯し紋次郎[注 3]
- 忍法かげろう斬り
- お祭り銀次捕物帳
- 父子鷹
- 二人の素浪人
- おとこ鷹
- 眠狂四郎 (田村正和版)
- 隼人が来る
- 新選組
- 木曽街道いそぎ旅
- 若さま侍捕物手帖
- 戦国ロック はぐれ牙
- 肝っ玉捕物帳
- ぶらり信兵衛 道場破り
- 無宿侍
- 大久保彦左衛門
- 東海道姉ちゃん仁義
- 八州犯科帳
- 大盗賊
- 北斗の人
- 運命峠
- 池田大助捕物日記
- 座頭市物語
  - 新・座頭市
- 編笠十兵衛
- けんか安兵衛
- 江戸の旋風
- 痛快!河内山宗俊
- 宮本武蔵
- 夫婦旅日記 さらば浪人
- お耳役秘帳
- 江戸の渦潮
- 柳生一族の陰謀
- 江戸の激斗
- 雲霧仁左衛門 (天知茂版)
- 騎馬奉行
- 服部半蔵 影の軍団
- 江戸の朝焼け
- 旅がらす事件帖
- 江戸の用心棒
- 闇を斬れ
- 同心暁蘭之介
- 暁に斬る!
- 流れ星佐吉
- 弐十手物語
- 夏の怪談シリーズ
- 乾いて候
- 暴れ九庵
- 女ねずみ小僧（大地真央版）
- 鬼平犯科帳 (中村吉右衛門)
- お江戸捕物日記 照姫七変化
- 神谷玄次郎捕物控
- 岡っ引どぶ
- 銭形平次 (北大路欣也)
- 仕掛人 藤枝梅安 (渡辺謙版)[注 4] BS
- 風車の浜吉捕物綴
- 八丁堀捕物ばなし
- 御家人斬九郎
- 雲霧仁左衛門 (山崎努版)
- 忠臣蔵
- 隠密奉行朝比奈
- 髪結い伊三次
- 旗本退屈男 (北大路欣也版)
- 盤嶽の一生
- 陰陽師☆安倍晴明〜王都妖奇譚〜
- 怪談百物語
- 大奥
- 夜桜お染
- 信長協奏曲[注 5]

### 時代劇関連項目
大川橋蔵、北大路欣也、中村吉右衛門、藤田まこと、能村庸一

## 特撮
2025年6月現在、いずれも終了。
東映制作
- 東映不思議コメディーシリーズ（石ノ森章太郎原作）
- 仮面の忍者 赤影（横山光輝原作、関西テレビ制作）
- ロボット刑事（石ノ森章太郎原作）
- TVオバケてれもんじゃ（石ノ森章太郎原作）
- フラワーアクション009ノ1（石ノ森章太郎原作）
- スケバン刑事
  - スケバン刑事II 少女鉄仮面伝説
  - スケバン刑事III 少女忍法帖伝奇
- 少女コマンドーIZUMI
- 藤子不二雄の夢カメラ
- 花のあすか組!

ピープロダクション制作
- マグマ大使（手塚治虫原作）
- スペクトルマン（うしおそうじ原作）
- 快傑ライオン丸
  - 風雲ライオン丸
- 鉄人タイガーセブン
- 電人ザボーガー
- 冒険ロックバット（横山光輝原作、東海テレビ制作）
- 俺は透明人間!

東宝制作
- クレクレタコラ
- メガロマン

国際放映制作
- 忍者部隊月光
- ゼロファイター
- 魔人ハンター ミツルギ
- ふしぎ犬トントン

その他
- 鉄腕アトム（1959年、毎日放送制作）
- 少年ジェット（1959 - 1962、大映テレビ制作、ヱスビー食品提供）
- 海底人8823（1960、大映テレビ制作）
- 少年探偵団（1960 - 1963）
- マイティジャック(1968)
- 怪人二十面相（1977）
- 少年発明王
- 怪獣マリンコング（ニッサンプロダクション制作）
- 魔神バンダー（NMCプロ制作）
- バンパイヤ（手塚治虫原作、虫プロダクション制作）
- ミラーマン（円谷プロダクション制作）
- 鉄甲機ミカヅキ（雨宮慶太監督）
- Xボンバー（人形劇）

### 特撮関連項目
- 東映、石ノ森章太郎、ピープロダクション、うしおそうじ、手塚治虫

## アニメ

### 放送中
- GO!GO!チャギントン（日曜 6:15 - 6:30）
- ゲゲゲの鬼太郎 私の愛した歴代ゲゲゲ（日曜 9:00 - 9:30、東映アニメーション制作）
- TO BE HERO X（日曜 9:30 - 10:00）
- ちびまる子ちゃん（日曜 18:00 - 18:30）
- サザエさん（日曜 18:30 - 19:00）
- ONE PIECE（日曜 23:15 - 23:45、東映アニメーション制作）CS・BS
- 陰陽廻天 Re:バース（+Ultra、木曜 0:45 - 1:15〈水曜深夜〉）
- 転生宗主の覇道譚～すべてを呑み込むサカナと這い上がる～（B8station、木曜 1:15 - 1:45〈水曜深夜〉）
- よふかしのうた（Season2）（ノイタミナ、金曜 23:30 - 翌0:00）
- ぼのぼの（土曜 5:22 - 5:30）

### アニメ放送枠・関連項目
| - +Ultra - ノイタミナ - フジテレビ系列金曜夜11時台枠のアニメ - フジテレビ日曜朝9時台枠のアニメ - フジテレビ系列日曜夕方6時台枠のアニメ - フジテレビ系列日曜夜11時台枠のアニメ 過去 - フジテレビ系列夕方6時55分枠の帯アニメ - フジテレビ系列月曜夜7時台枠のアニメ - フジテレビ系列火曜夜7時台枠のアニメ - フジテレビ系列水曜夜7時台枠のアニメ - フジテレビ平日深夜アニメ枠 - NOISE - フジテレビ系列木曜夜7時台枠のアニメ - フジテレビ系列金曜夕方4時台枠のアニメ - フジテレビ系列金曜夕方5時台枠のアニメ - ティーンズゴールデンタイム - 金曜アニメランド - フジテレビ系列金曜夜7時台枠のアニメ - フジテレビ土曜夕方6時台枠のアニメ - フジテレビ系列土曜夜7時台枠のアニメ - フジテレビ土曜深夜アニメ枠 - フジテレビ日曜朝8時30分枠のアニメ - フジテレビ系列日曜夜7時台枠のアニメ - 世界名作劇場 - 日生ファミリースペシャル 当局で製作に関わることが多い企業 - 東映アニメーション - エイケン - 読売広告社 |

## 幼児・子供向け番組
放送中
- 開け!キャラクターのとびら きゃらトビ（日曜 5:10 - 5:40）

終了
- あっぱれ!!さんま新教授
  - ★ あっぱれさんま大先生
  - やっぱりさんま大先生
  - あっぱれ!!さんま大教授
- ママとあそぼう!ピンポンパン
- ポンキッキシリーズ
  - ひらけ!ポンキッキ
  - ★ ポンキッキーズ
  - ポンキッキーズ21
  - ポンキッキ BS
- みんなあつまれキーパッパ
- あつまれ!ドレミッコ
- あつまれ!チビッコ劇場
- 朝のマンガ劇場
- 地球と子供たち
- チョットまって!ママ
- アグネス・チャンのHI!赤チャンネル
- 赤ちゃんアカデミー
- 週末おまかせパギTV
- じゃじゃじゃじゃ〜ン! BS
- ウゴウゴルーガ CS
- ガチャガチャポン! BS
- キャラダチミュージアム〜MoCA〜

### 幼児・子供向け関連項目
- 明石家さんま、高見映、ガチャピン、ムック、きかんしゃトーマス、フジテレビKIDS、記念樹(事件・裁判)

## 料理
- ☆ くいしん坊!万才（1974年10月 - 、日曜 17:25 - 17:30）
- One Dish
  - ライブdeキッチン
  - 郁恵のお料理がんばるゾ!
  - ★ 郁恵・井森のお料理BAN!BAN!
  - 郁恵・井森のデリ×デリキッチン!
  - おしえて!うれしぴ
  - キッチン de SHOW
  - 今夜もエコごはん / 淳のもてなしごはん
- グルメ〜じん（めざましテレビ内）
- （☆）★ 料理の鉄人 CS BS
  - アイアンシェフ
- 取材拒否の店ONE・TWO
- ★（★）夕食ばんざい
- 料理の窓
- 奥さまクッキング
- おしゃべり食らいふ
- 奥さま！献立作戦
- ヘルシークッキング
- Coo![要追加記述]
- 幸せレシピ
- ビバ!!たべもの
- 世界の食ライフ

関連項目
- 結城貢、榊原郁恵、井森美幸、ESSE、キッコーマン、Iron Chef America、岸朝子、道場六三郎、福井謙二、辰巳琢郎

## 旅番組
- ぶらぶらサタデー（土曜 12:00 - 13:30）
  - 正直さんぽ（前身）
- なりゆき街道旅（日曜 12:00 - 14:00）
- わがまま!気まま!旅気分（フジテレビ制作分のみ）BS
- わが旅わが心
- 人情一本こころの旅
- 旅はWITH遊
- 満足!迷い旅
- 風まかせ 新・諸国漫遊記
- 晴れたらイイねッ!Let'sコミミ隊
- ときめき2泊3日
- （☆）（★）メトロポリタンジャーニー
- おでかけ日和
- 世界!極タウンに住んでみる
- 音楽旅行 - 企画制作：イザワオフィス
- 橋本マナミのヨルサンポ （BSフジ制作）
- もしもツアーズ
  - これがキャイ〜ンだろ!? ONE
  - 100%キャイ〜ン!
  - ザ・レターズ〜家族の愛にありがとう
  - Earth Walker（BSフジ制作）
- ニッポン全国!ジモトPR隊
- イタズラジャーニー

関連項目
- キャイ〜ン

## ドキュメンタリー
- ☆ ザ・ノンフィクション（日曜 14:00 - 14:55） ONE
- RIDE ON TIME
- ☆ NONFIX ONE
- ☆ FNSドキュメンタリー大賞 ONE
- 大サハラ（1969年1月から3月にかけて日曜22:30枠で放送されていたドキュメンタリー。フジテレビの開局10周年を記念して当時放送されていた。）
- ドキュメンタリー劇場
- ドキュメント日本人（時期によって国内編や国際編の副題がついていた。）
- 動物家族
- 第3の目
- ドキュメントこれぞ人間!
- ザ・ドキュメント（関西テレビで放送している番組とは別物）
- ザ・ドキュメント タイム&タイド
- ドキュメンタリー・日本ストリート物語
- ドキュメンタリー・やっぱり人間が面白い
- トリビュート
- オデッサの階段
- ☆ 中村屋ドキュメント番組（年1回、不定期）
- TARO

## 自己批評番組
- 週刊フジテレビ批評（土曜 5:30 - 6:00）
  - 新・週刊フジテレビ批評

## その他の番組
- ピンクムードショウ
- テレビナイトショー - 火曜放送分は関西テレビ制作、木曜放送分は東海テレビ制作。
- ワン・チュー・スリー作戦
- シミュレーション[要出典]
- 健保連のすこやかさん
- バンピィな男たち
- （★）おはよう茨城
- （★）あなたの東京
- こんにちは埼玉
- 若い土
- メイコのくらしと税金→メイコの知っておきたい税情報→メイコとあなたの税ミナール
- ホームジャーナル
- 世界の先生たち
- きょうの健康 明日の年金
- 世界の家族
- 民謡紀行
- 今日の農作業
- 商い情報
- ズームアップ大都市

## 通販
- ミミヨリ!（火曜 - 土曜 未明）
- ディノスTHEストア（全曜日 未明）

※の番組はディノスチャンネルでも放送していた。
- DJモノフェスタ
- ディノスショッピングジャーナル 通販DJ（金曜深夜）※BS
- ものすぽると!（日曜深夜）※
- リビング11
  - リビング4
  - リビング2
- ★ 出たMONO勝負（単発特番、愛川欽也司会）

ディノス#ディノスチャンネルも参照。
関連項目
- フジテレビ平日午前テレビショッピング枠

## 特別番組

### 年末特別番組
- ☆ 明石家サンタの史上最大のクリスマスプレゼントショー（毎年12月24日）
- 大みそか列島縦断LIVE 景気満開テレビ（毎年12月31日=大みそか朝）
- 松任谷由実のオールナイトニッポンTV（2005年、2006年年末ほか）
- テレビの鉄人!大晦日の祭典スペシャル（1994年12月31日）
- 細木数子のニッポンの大みそか（2006年12月31日）
- 1億分の1の男（2007年12月31日）
- HAPPY NEW YEAR バラエティ祭り<最強運決定戦SP、久保みねヒャダ明けましてこじらせナイト寿スペシャル、この指と〜まれ!2018元旦スペシャルの3本立て構成>

### 新春特別番組

#### 放送中の新春特別番組
- ☆ 初詣!爆笑ヒットパレード
  - 爆笑ヒットパレード（過去毎週放送されていた版）
- ☆ 新春女子アナスペシャル
- さんタク（2003年 - ）

#### 終了した新春特別番組
- ★☆ 新春スターかくし芸大会 → 新春かくし芸大会
- 日本放送演芸大賞
- ★（★）タモリ・たけし・さんまBIG3 世紀のゴルフマッチ（1988年 - 1999年、毎年1月1日）
- 中居正広の(生)スーパードラマフェスティバル（2006年 - 2009年、毎年1・7月）
- 中居のかけ算（2011年 - 2016年）

### 年1回放送
- ☆ FNSの日
  - FNSスーパースペシャルテレビ夢列島（1987年 - 1991年）
- 平成教育テレビ（1992年：25時間、1993年：23時間）
  - 平成夏休みバラエティー（1994年：23時間）
  - テレビ超夢列島（1995年：23時間）
  - 夢リンピック（1996年：FNS27時間テレビ史上最長の29時間30分）
  - FNS27時間テレビ（1997年 - 2004年、2007年 - 2008年、2011年 - 2019年、2023年 - ）
  - FNS25時間テレビ（2005年）
  - FNS26時間テレビ（2006年、2009年 - 2010年）
- FNSラフ&ミュージック〜歌と笑いの祭典〜（2021年）
- FNSラフ&ミュージック2022〜歌と笑いの祭典〜（2022年）
- THE SECOND 〜漫才トーナメント〜（2023年 - ）

### 特別番組関連項目
植木等、ハナ肇、高橋圭三、
堺正章、ビッグ3、海老一染之助・染太郎

## スペシャル枠
バラエティなど
現行
- サンデーMIDNIGHT
- カスペ!（火曜 20:00 - 21:00）

過去
- 月曜特番
- ★ 火曜ワイドスペシャル
  - 火曜ファイル
  - 火・曜・特・番!!
- 強力!木スペ120分
- 金曜ファミリーアワー
  - 金曜・木曜ファミリーワイド
  - 木曜・金曜おもしろバラエティ
  - 金曜・木曜ファミリーランド
  - 金曜メガTV
  - （☆）金曜超テレビ宣言!
- サタデーイベントアワー
- 土曜グランドスペシャル（『欽ちゃんのドンとやってみよう!』休止期間中の番組、1978.4 - 8、1979.4 - 8）
- 日曜ビッグウェーブ[注 6]
- 日曜ファミリア
  - ニチファミ!
- 日曜THEリアル!
- 日曜ワンダー!
- 日バラ8
- 土曜・日曜特番
- お昼のスペシャル
- 花王名人劇場（関西テレビ制作）
  - 花王ファミリースペシャル

2時間ドラマなど
現行
2023年4月現在なし。
過去
- 月曜ドラマランド
- 木曜ドラマストリート
- 金曜プレミアム
  - 金曜女のドラマスペシャル
    - ザ・ドラマチックナイト
    - 男と女のミステリー
    - 金曜ドラマシアター

  - （☆）★ 金曜エンタテイメント
  - 金曜プレステージ
  - 赤と黒のゲキジョー
- 新春ドラマスペシャル（原則1月3日夜の放送だが、年により元日や4日以降に放送がずれるケースもある。）

映画
- ☆ ミッドナイトアートシアター（Tナイト、水曜 1:55 - 3:55）
- 土曜プレミアム（土曜 21:00 - 23:10）
  - ★ ゴールデン洋画劇場
  - ゴールデンシアター
  - プレミアムステージ

過去
- 火曜映画劇場
- 木曜映画劇場
- 金曜洋画劇場→水曜洋画劇場
- お楽しみ映画劇場
- 土曜邦画劇場
- フルヤ日曜映画劇場
- サンデーシネマ

- 映画関連項目

- 東宝、日本映画衛星放送

記念特番
- 46億年の100大ニュース フジテレビ開局30周年記念番組
- ザッツお台場エンターテイメント!（新社屋移転記念、1997年3月31日 - 4月6日、7夜連続）
- フジテレビ開局50周年特別企画（2009年2月27日 - 3月1日、3夜連続）

## その他の事項
関西テレビが制作した番組のネット受けは大半は全国ネット番組であり、関西圏ローカル番組のものは、『花の新婚!カンピューター作戦』『さんまのまんま』『おかべろ』などごくわずかであり、ほとんどのローカル枠の番組は独立県域局の、特にテレビ埼玉、千葉テレビ、テレビ神奈川への販売によるネットになっている。